# Lotarjev križ
Lotarjev križ (nemško Lotharkreuz) je procesijski križ crux gemmata (križ z dragulji) iz približno leta 1000 našega štetja, čeprav je njegova osnova iz 14. stoletja. Izdelan je bil v Nemčiji, verjetno v Kölnu. Je izjemen primer srednjeveškega zlatarskega dela in »pomemben spomenik cesarske ideologije« , ki je del zakladnice Aachenske stolnične zakladnice, ki vključuje več drugih mojstrovin sakralne otonske umetnosti. Mere originalnega dela so 50 cm višina, 38,5 cm širina, 2,3 cm globina.
Križ izvira iz obdobja, ko se je otonska umetnost razvijala v romansko umetnost, vgravirano razpelo na hrbtni strani pa se veseli kasnejšega obdobja.

## Zgodovina
Križ je dobil ime po velikem vgraviranem zelenkastem pečatu iz gorskega kristala blizu njegovega podnožja, ki nosi portret in ime karolinškega vladarja Lotarja II., kralja Lotaringije (835–869) in nečaka Karla Plešastega. Križ je bil dejansko izdelan več kot stoletje po Lotarjevi smrti za eno od rodbin Otonov, naslednikov Karolingov; verjetno za Otona III., svetega rimskega cesarja. Zdi se, da je bil podarjen stolnici takoj, ko je bil izdelan.
Križ se še danes uporablja v procesijah. Na velike praznike ga prinesejo v Aachensko stolnico, kjer ga med mašo postavijo poleg glavnega oltarja. Preostanek časa je na ogled v Muzeju stolnične zakladnice.

## Opis in interpretacija
Hrastovo jedro Lotarjevega križa je obdano z zlatom in srebrom ter okrašeno z dragulji in graviranimi gemami – skupaj 102 dragulja in 35 biserov. Sprednji del križa (v tukaj uporabljenih izrazih) je izdelan iz zlate in srebrne plošče in je bogato okrašena z dragimi kamni, biseri, zlatimi filigrani in emajlom cloisonné. To je primerno opisati kot hrbtno stran, kot to počnejo nekateri viri, saj so jo morda prenašali tako v procesijah, z navadnim vgraviranim razpelom, obrnjenim naprej, in licem, obloženim z dragulji, obrnjenim proti cesarju, ki je sledil križu. Emajl je na trakovih terminalov, ki jih prekinjajo konice trikotnih prerezov. Dragulji v sredinskih vrstah so nameščeni v dvignjenih bobnastih ploščah, njihove strani so okrašene z arkadami v filigranu. Ravna površina krakov je povsod okrašena s filigranskimi viticami. Na stičišču grba je trislojna kameja rimskega cesarja Avgusta iz sardoniksa iz 1. stoletja našega štetja, ki drži orlovo žezlo , prav tako nameščeno na dvignjenem bobnu.
Ob domnevi, da so se Otoni zavedali, da je kameja Avgustov portret, je služila za povezavo Otonske rodbine s prvotnimi rimskimi cesarji in jih uveljavila kot božje predstavnike na Zemlji. Po drugi strani pa vgraviran portret Avgustove hčere Julije (ali Julije Flavie, hčere cesarja Tita) na vrhu Escrain de Charlemagne, dovršenega zaklada, ki ga je Karel Plešasti podaril opatiji Saint-Denis, je bila obravnavana kot podoba Device Marije. Še en draguljski portret rimskega cesarja Karakale je imel dodan križ in ime svetega Petra, preden je bil uporabljen v kovinskih delih za Sainte-Chapelle v Parizu. Zdaj je nemogoče poznati stopnje zavedanja o tem ikonografskem recikliranju med različnimi kategorijami ljudi, ki ustvarjajo in vidijo te predmete.
Drugi največji dragulj, pod Avgustom, je bil verjetno Lotarjev pečat in ima njegov portret z napisom +XPE ADIVVA HLOTARIVM REG ('O Kristus, pomagaj kralju Lotarju'). To je opravljalo podobno funkcijo, saj je Otonce povezalo z rodbino Karolingov, ki je vzpostavila položaj svetega rimskega cesarja. Drugi dragulji na križu imajo klasične rezbarije, vključno z ametistom s tremi gracijami in levim v oniksu, ki sta oba pritrjena s podobami, postavljenimi bočno.
Na hrbtni strani križa je navadna zlata plošča, na kateri je vgravirano »Jezusovo križanje«, nad njo pa Božja roka, ki drži zmagovalni venec z golobom Svetega Duha; tukaj to predstavlja, da je Bog Oče sprejel Kristusovo žrtev. To je najstarejša znana pojavnost goloba v tem motivu, ki vso Trojico uvaja v križanje, ikonografijo, ki naj bi imela dolgo prihodnost. Kača, ki predstavlja Satana, je ovita okrog dna križa. V medaljonih na koncih krakov sta poosebitvi sonca in lune s sklonjenimi glavami in nad njimi njuni simboli. Roka z vencem je bila pogost motiv v mozaikih v Rimu in je bila uporabljena tudi v umetnosti, povezani z zgodnjimi svetimi rimskimi cesarji, tudi v njihovih iluminiranih rokopisnih portretih, da bi poudarili njihovo avtoriteto od Boga.
To je izjemen in ganljiv primer »Križanja«, ki je tesno povezan z nekoliko zgodnejšim lesenim Gerovim križem v naravni velikosti v Kölnu, ki je bilo ključno delo pri razvoju zahodne podobe mrtvega križanega Kristusa, čigar glava je naslonjena na njegovo  ramo, in čigar povešeno telo tvori obliko S, ki kaže znake njegovega trpljenja, tukaj s krvjo, ki brizga iz sulične rane na njegovi strani. Vgravirano hrbtno stran najdemo v številnih križih z dragulji iz tega obdobja. Križ je zdaj nameščen na gotskem stojalu iz 14. stoletja, ki je okrašeno z dvema majhnima razpeloma in drugimi figurami.
Ta slog zlatega okrasja z dragimi kamni, ki je ponovno uporabil material iz antike, je bil običajen za najbogatejše predmete tistega časa. Zlasti motiv poveličenega križa z dragulji, »preobrazbe surove gibe, na kateri je Kristus umrl«, sega v pozno antiko, ko so se poganski nasprotniki krščanstva pogosto posmehovali zlobni naravi primarnega krščanskega simbola. Do približno 6. stoletja so križi le redko prikazovali Kristusov lik, vendar je do leta 1000 drugih velikih križev z dragulji že premaknilo razpelo, običajno iz pozlačenega litega brona, na sprednjo stran križa, da bi iz njih naredili razpela, ki bi ostala najpogostejša katoliška oblika križa. Nekateri primeri so križ Bernwarda iz Hildesheima (ok. 1000, stolnica v Hildesheimu), Gizela Madžarska (Regensburg, 1006, zdaj v palači München Residenz) in Matilda iz Essna (973, Essenska stolnica, glej levo) , ki uporablja skoraj identično zasnovo za terminale krakov Lotarjevega križa.
Lotarjev križ je v tem pogledu nekoliko konservativen predmet, ki pušča sprednjo stran prosto za imperialno simboliko in morda tudi kot namerno oživitev karolinškega sloga; na primer večina bogatih križev podobnega datuma je bolj uporabljala emajl. Obe strani lahko predstavljata Cerkev in državo, kar je primerno za cesarsko donacijo, ki je bila odnesena pred svetimi rimskimi cesarji, ko so bili predelani v cerkev. Široka oblika zasnove se ujema z majhnim križem na sprednji strani cesarske krone Svetega rimskega cesarstva (ok. 973/83?), ki ima tudi sprednjo stran z dragulji in vgravirano razpelo na zadnji strani.